# پاقلعه (چوار)
پاقلعه، روستایی در دهستان چکر بخش بولی شهرستان چوار در استان ایلام ایران است. این روستا، مرکز دهستان چکر است.

## جمعیت
بر پایه سرشماری عمومی نفوس و مسکن در سال ۱۳۹۵، جمعیت این روستا برابر با ۱۰۵ نفر (۳۰ خانوار) بوده‌است.